# Ornithospila viridimargo
Ornithospila viridimargo là một loài bướm đêm trong họ Geometridae.